# Дојл (Калифорнија)
Дојл (енгл. Doyle) насељено је место без административног статуса у америчкој савезној држави Калифорнија.

## Демографија
По попису из 2010. године број становника је 678.
| Група             | 2000.    | 2010.       |
| Белци             | 0 (0,0%) | 551 (81,3%) |
| Афроамериканци    | 0 (0,0%) | 14 (2,1%)   |
| Азијати           | 0 (0,0%) | 3 (0,4%)    |
| Хиспаноамериканци | 0 (0,0%) | 55 (8,1%)   |
| Укупно            | 0        | 678         |